# 산니콜로다르치다노
산니콜로다르치다노(San Nicolò d'Arcidano, 사르데냐어: Arcidànu)는 이탈리아 사르데냐 오리스타노도에 있는 코무네 (지자체)로, 칼리아리에서 북서쪽으로 약 70 km, 오리스타노에서 남쪽으로 약 25 km 떨어진 곳에 위치한다.
산니콜로다르치다노는 다음 지자체와 접해 있다: 구스피니, 모고로, 파빌로니스, 테랄바, 우라스.